# Åsa Linderborg
Åsa Natacha Linderborg (ur. 20 maja 1968 w Västerås) – szwedzka pisarka, dziennikarka kulturalna i historyczka. Pracuje dla gazety „Aftonbladet” jako szef działu kultury.

## Życiorys
Urodziła się i dorastała w Västerås, jej ojciec był metalowcem, a matka, Tanja Linderborg, była posłanką w szwedzkim riksdagu z Partii Lewicy. Poprzez zaangażowanie rodziców Linderborg zainteresowała się polityką i w wieku 13 lat dołączyła do młodzieżówki komunistycznej. W 1987 roku została rzecznikiem tej organizacji w regionie Mälardalen.
W 2001 roku uzyskała stopień naukowy doktora historii na Uniwersytecie w Uppsali.
Jej pierwsza książka została opublikowana w 2007 roku, Nikt mnie nie ma, która jest jednocześnie autobiografią autorki i opowiada o społecznej sytuacji dzieci. Historia o dorastaniu w domu z ojcem alkoholikiem została doceniona przez krytyków i nominowana do nagrody Augustpriset. Powieść doczekała się adaptacji teatralnej i filmu.
Latem w 2007 roku prowadziła audycję w Sveriges Radio P1.
27 marca 2008 roku Linderborg została szefem działu kultury w „Aftonbladet”.
Åsa Linderborg ma dwoje dzieci.

## Publikacje
- 2001: Socialdemokraterna skriver historia: historieskrivning som ideologisk maktresurs 1892–2000
- 2005: Bilden av Sveriges historia: fyrtio sätt att se på 1900-talet
- 2006: Det är rätt att göra motstånd: kriget och terrorn från Bush till Bodström
- 2007: Mig äger ingen (Nikt mnie nie ma, przeł. Halina Thylwe, Warszawa 2017)

## Nagrody i wyróżnienia
- 2007 – ABF:s litteraturpris[9]
- 2007 – BMF-plaketten[9]
- 2007 – Lundequistska bokhandelns litteraturpris za Nikt mnie nie ma (Mig äger ingen)[9]
- 2007 – Expressens Björn Nilsson-pris för god kulturjournalistik[10]
- 2008 – Osobista Nagroda Ivara Lo-Johanssona[9]
- 2008 – Neshornet, Klassekampens kulturpris[11]
- 2009 – Hedenvind-plaketten[9]